# Copa del Rei de futbol 1915
La Copa del Rei de futbol 1915 va ser la 13ena edició de la Copa d'Espanya.

## Detalls
La competició es disputà entre el 15 d'abril i el 2 de maig de 1915.
Equips classificats:
- Regió Nord: Athletic Bilbao
- Regió Centre: Sociedad Gimnástica (El campió del Campionat Regional Centre era Racing de Madrid, però no podia participar per no haver-se inscrit amb sis mesos d'antelació a la Federació)
- Galícia: Fortuna de Vigo
- Catalunya: RCD Espanyol

## Fase final
|  | Semifinals              | Semifinals              | Semifinals              |  |  | Final                            | Final                            |  |
|  | 11 d'abril - 25 d'abril | 11 d'abril - 25 d'abril | 11 d'abril - 25 d'abril |  |  | 27 de juny, Estadi d'Amute, Irun | 27 de juny, Estadi d'Amute, Irun |  |
|  |                         |                         |                         |  |  |                                  |                                  |  |
|  | Gimnástica Española     | 2                       | 0                       |  |  |                                  |                                  |  |
|  | RCD Espanyol            | 3                       | 3                       |  |  |                                  |                                  |  |
|  |                         |                         |                         |  |  | RCD Espanyol                     | 0                                |  |
|  |                         | Athletic Club           | 5                       |  |  |                                  |                                  |  |
|  | Fortuna de Vigo         | 0                       | 1                       |  |  |                                  |                                  |  |
|  | Athletic Club           | 0                       | 5                       |  |  |                                  |                                  |  |

## Semifinals

### Anada
| Fortuna de Vigo | 0-0 | Athletic Bilbao |
| --------------- | --- | --------------- |
|                 |     |                 |

| Sociedad Gimnástica         | 2-3 | RCD Espanyol                                              |
| --------------------------- | --- | --------------------------------------------------------- |
| Uribarri 1T' · Escudero 2T' |     | Armet "Pacan" 1T' · Armet "Pacan" 1T' · Juanito López 2T' |

### Tornada
| Athletic Bilbao                                                                                        | 5-1 | Fortuna de Vigo |
| --- | --- | --------------- |
| Domingo Acedo 1T' · Félix Zubizarreta 1T' · Félix Zubizarreta 2T' · 2T' (p.p.) · Félix Zubizarreta 2T' |     | Domínguez 2T'   |

| RCD Espanyol                                | 3-0   | Sociedad Gimnástica |
| ------------------------------------------- | ----- | ------------------- |
| Felip Janer · Juanito López · Juanito López | [ 4 ] |                     |

## Final
| Athletic Bilbao                                                                              | 5 - 0 | RCD Espanyol |
| -------------------------------------------------------------------------------------------- | ----- | ------------ |
| Rafael Moreno "Pichichi" 4' (pen.), 43', 60' · Félix Zubizarreta 69' · Germán Echebarría 70' |       |              |

## Campió
| Campions de la Copa d'Espanya 1915 |
| ---------------------------------- |
| · Athletic Club · 6è títol         |